# Ball Park Franks

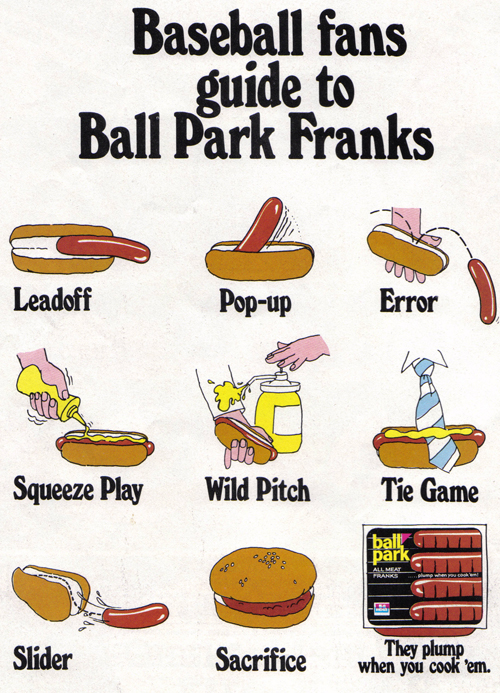
Publicité de 1976 dans le carnet de score des Tigers de Détroit

Ball Park Franks est une marque de hot-dogs produite par Sara Lee.

## Historique
Une entreprise d'agroalimentaire de Détroit, Hygrade Food Products a remporté le marché en 1959 pour devenir le distributeur exclusif de hot dogs lors des matchs de l'équipe de Major League Baseball des Detroit Tigers. Hygrade Food Products crée alors un concours auprès de ses employés afin de trouver le nom de la marque pour les hot dogs vendus dans le stade des Detroit Tigers. Mary Ann Kurk, une vendeuse de Hygrade Food Products, remporte le concours en trouvant le nom "Ball Park Franks". Elle remporte un fauteuil et 25 dollars. Ball Park Franks a acquis de plus en plus de notoriété devenant un élément de la culture populaire américaine. Sara Lee a acquis Hygrades en 1989.

## Slogans
1. "Big, Tasty, Ball Park Franks."
2. "They plump when you cook 'em."[2]